# Cantonul Josselin
Cantonul Josselin este un canton din arondismentul Pontivy, departamentul Morbihan, regiunea Bretania, Franța.

## Comune
- La Croix-Helléan
- Cruguel
- Les Forges
- La Grée-Saint-Laurent
- Guégon
- Guillac
- Helléan
- Josselin (reședință)
- Lanouée
- Quily
- Saint-Servant